# Attentato del ristorante Matza
L'attentato del ristorante Matza avvenne il 31 marzo 2002, quando un attentatore suicida palestinese di Hamas fece esplodere la sua bomba all'interno del ristorante Matza ad Haifa, in Israele, vicino al centro commerciale del Grand Canyon, uccidendo 16 civili israeliani e ferendo oltre 40 persone. Il giornalista Giulio Meotti descrisse l'attacco come un massacro.

## L'attentato
L'attentato avvenne alle 14:45 durante le vacanze pasquali in Israele e il ristorante era affollato di famiglie che stavano pranzando. Nonostante il Massacro di Pesach fosse avvenuto solo 4 giorni prima a Netanya, i clienti e i proprietari dei ristoranti non erano particolarmente preoccupati per la sicurezza: il ristorante Matza era infatti gestito da una famiglia araba israeliana e si pensava che la sua natura multietnica lo rendesse una scelta improbabile per un attacco terroristico.

### Vittime
Delle 16 vittime, 14 erano residenti locali di Haifa e uno era un cameriere di una città vicina. Due famiglie furono completamente sterminate.
- Aviel Ron, 54 anni, di Haifa;[4]
- Anat Ron, 21 anni, di Haifa;[5]
- Ofer Ron, 18 anni, di Haifa;[6]
- Shimon Koren, 55 anni, di Haifa;[7]
- Ran Koren, 18 anni, di Haifa;[8]
- Gal Koren, 15 anni, di Haifa;[9]
- Adi Shiran, 17 anni, di Haifa;[10]
- Shimon Shiran, 57 anni, di Haifa - morì per le ferite riportate l'11 aprile 2009 dopo essere rimasto ricoverato in ospedale per sette anni;[11]
- Suheil Adawi, 32 anni, di Turan;[12]
- Dov Chernobroda, 67 anni, di Haifa;[13]
- Moshe Levin, 52 anni, di Haifa;[14]
- Danielle Menchel, 22 anni, di Haifa;[15]
- Orly Ofir, 16 anni, di Haifa;[16]
- Ya'akov Shani, 53 anni, di Haifa;[17]
- Daniel Carlos Wegman, 50 anni, di Haifa;[18]
- Carlos Yerushalmi, 52 anni, di Karkur - morì per le ferite riportate il 1º aprile 2002.[19]

## I responsabili
L'ala militare di Hamas rivendicò la responsabilità dell'attacco, affermando che gli attacchi sarebbero continuati fino all'assedio dell'allora presidente dell'Autorità nazionale palestinese, Yasser Arafat a Ramallah. Inoltre, il portavoce di Hamas dichiarò che l'attentatore suicida era un palestinese di 22 anni di nome Shadi Tubasi, originario dell'area di Jenin.